# Кондрашов, Виктор Иванович
Ви́ктор Ива́нович Кондрашо́в (род. 10 февраля 1962) — мэр Иркутска с 26 марта 2010 года по 26 марта 2015 года, заместитель председателя правительства Иркутской области с 12 октября 2015 года.

## Биография
Родился 10 февраля 1962 года в Иркутске, в посёлке М.Горького (Селиваниха), в семье рабочих-железнодорожников. Отец — Кондрашов Иван Матвеевич, 18 лет работал на железной дороге, затем работал в ДСК (домостроительный комбинат) Иркутска. Мать — Кондрашова Зоя Михайловна, почётный железнодорожник.
В 1979 году окончил иркутскую среднюю школу № 29, поступил в Иркутский институт народного хозяйства.
В 1984 году по распределению был направлен на Иркутский завод тяжёлого машиностроения имени В. В. Куйбышева на должность мастера участка II группы в транспортный цех, а уже в 1985 году был назначен заместителем, а затем и начальником данного цеха.
С 1992 года — директор ООО «Панорама». В 1998 году — заместитель директора ОАО «Иркутский торговый дом», с 2005 года генеральный директор компании.
В 2006 году создал строительный холдинг «Такота».
В 2009 году стал депутатом Законодательного Собрания Иркутской области по списку КПРФ вместо сложившего депутатский мандат В. А. Примачёка.
14 марта 2010 года при поддержке КПРФ избран на пост мэра города Иркутска, набрав более 62 % голосов.
С февраля 2011 года по июнь 2018 — член партии «Единая Россия».
Во время проведений акций протестов в 2011 году обвинил учащихся Иркутска в подкупе «спецслужбами».
В результате «молниеносной операции», проведённой депутатами Законодательного Собрания Иркутской области от партии «Единая Россия» в феврале-марте 2015 года, Иркутск был лишён права на прямые выборы мэра (по новому закону депутаты Думы г. Иркутска выбирают мэра из числа депутатов). Таким образом, В.Кондрашов в марте 2015 года был вынужден уйти в отставку. Летом-осенью того же года на губернаторских выборах поддержал кандидата от КПРФ С. Г. Левченко, ставшего губернатором после 2-го тура, обойдя действующего губернатора, кандидата от «Единой России» С. В. Ерощенко.
Во вновь образованном Правительстве Иркутской области занял пост заместителя председателя Правительства. В зону его ответственности входили, в первую очередь, лесная промышленность, пожарная безопасность, что неоднократно вызывало нарекания со стороны оппозиционных «коммунистическому правительству» СМИ.
В 2018 году участвовал в выборах депутатов Законодательного Собрания Иркутской области по одномандатному округу № 5, где лидером предвыборной кампании считался Андрей Лабыгин (экс-председатель Думы г. Иркутска, бывший и. о. мэра Иркутска, депутат Законодательного Собрания, который и подготовил законопроект об изменении системы выборов мэра, чтобы В. Кондрашов не смог пойти на второй срок). В ходе тяжёлой предвыборной борьбы победу одержал В.Кондрашов с результатом 39,43 % (А. Лабыгин — 31,26 %). В новом составе Законодательного Собрания Иркутской области 3-го созыва входит во фракцию КПРФ, является членом комитета по собственности и экономической политике.